# Горлинский, Вячеслав Иванович
Вячеслав Иванович Горлинский (род. 29 марта 1949 года) — российский музыкант, музыкальный педагог, ректор МГИМ имени А. Г. Шнитке (1989—1992, 1993—2004), руководитель эстрадно-симфонического оркестра «EXPROMPTUS».

## Биография
Родился 29 марта 1949 года.
В 1969 году — окончил Музыкальное училище имени Октябрьской революции по специальности баян.
В 1978 году — окончил Саратовскую государственную консерваторию имени Собинова по специальности баян, дирижёр оркестра.
С сентября 1969 года начал работать преподавателем по классу баяна и аккордеона в Детской хоровой студии «Алые паруса», а с октября этого же года преподавателем и руководителем оркестра в детской музыкальной школы № 36 имени Стасова (Москва), с 1981 года — заместитель директора, а с 1985 по 1989 годы — директор школы.
Работая директором музыкальной школы, открыл класс вокала, новые специальности на отделении духовых и ударных инструментов, обучение на струнных народных инструментах, арфе, а также, в числе первых из музыкальных школ России было открыто эстрадно-джазовое отделение.
С июня 1989 года — по результатам выборов становится директором Музыкального училища имени Октябрьской революции.
В период с 1990 по 1993 годы на базе музыкального училища было создано комплексное учебное заведение нового типа с непрерывным 3-х ступенчатым процессом обучения, включающим в себя музыкальную школу имени Ю. А. Шапорина, колледж и институт бакалавра.
В 1993 году — избран ректором Московского института музыки имени А. Г. Шнитке, избирался на эту должность в течение 3-х сроков, вплоть до 2004 года.
С 1998 по 2000 годы — был реализован инвестиционный контракт по строительству нового 4-х этажного учебного корпуса института общей площадью в 2100 м2.
С 1991 по 1999 годы — организовывал гастроли исполнительских коллективов и солистов колледжа и института в Голландию, Швейцарию, Англию, Италию, Венгрию, Германию, Китай, Корею и др.
Неоднократно выступал на российских и международных конференциях с научными докладами о развитии системы музыкального профессионального образования в России.
С 15 июля 2005 года по 31 августа 2010 года — заместитель начальника Управления культуры СЗАО г. Москвы, курировал все учреждения дополнительного образования в сфере культуры СЗАО г. Москвы.
С 1 сентября 2010 года по 31 марта 2016 года — директор детской музыкальной школы имени Я. В. Флиера.
В сентябре 2010 года на базе всех отделов школы создан эстрадный оркестр «EXPROMPTUS», под его руководством: в составе оркестра 33-45 исполнителей, учащиеся и преподаватели школы, а также выпускники школы, под его руководством оркестр 9 раз становился лауреатом международных конкурсов I степени, провел 50 концертов, в том числе благотворительных, с разнообразными концертными программами, в Москве, различных городах России и за рубежом. В репертуаре оркестра 43 различных по жанру и стилю музыкальных произведения.
С 1 апреля 2016 года работает начальником отдела творческих проектов и концертных программ.
Автор 42 опубликованных печатных работ, в том числе: 3 монографии и 8 учебных и учебно-методических пособий, 32 научные статьи.
В 1999 году — защитил кандидатскую диссертацию, тема: «Модернизация системы музыкального воспитания и образования в современной России: актуальные проблемы переходного периода».
В 2004 году — защитил докторскую диссертацию, тема: «Музыкальное образование как процесс: реалии времени, тенденции, прогнозы, перспективы» и присвоено учёное звание профессора.

## Награды
- Заслуженный деятель искусств Российской Федерации (2004)
- Заслуженный работник культуры Российской Федерации (1996)
- Медаль «В память 850-летия Москвы» (1997)
- Премия Правительства Москвы (в рамках проведения в 2014 году в Российской Федерации Года культуры, в номинации «За вклад в развитие культуры»)
- Знак Министерства культуры Российской Федерации «За достижения в культуре» (1999)
- Медаль «Ветеран труда» (2009)